# Кнез Србије
Кнез Србије (као и Књаз Србије) био је поглавар државе од 1817. до 1882. године у монархији Кнежевини Србији.
Носиоци ове титуле били су: кнез Милош Обреновић (1817—1839, 1858—1860), кнез Милан Обреновић (1839), кнез Александар Карађорђевић (1842— 1858), кнез Михаило Обреновић (1839— 1842, 1860—1868) и кнез Милан Обреновић (1868—1882). Од 1878. године Кнежевина Србија добија формалну независност, када кнез Србије више није формално-правно зависио од султана Османског царства. Кнез Србије је имао право на абдикацију. Титула је престала да постоји када Милан Обреновић 1882. године постаје краљ Србије.
Титула кнеза Србије била је дефинисана уставима Кнежевине Србије из 1835., 1838. и 1869. године.

## Кнежеви Србије
Обреновићи
      Карађорђевићи
| Редослед              | Поглавар државе                | Поглавар државе         | Рођен/умро | Почетак владавине   | Крај владавине      |
| --------------------- | ------------------------------ | ----------------------- | ---------- | ------------------- | ------------------- |
| Кнез Србије 1817—1882 |                                |                         |            |                     |                     |
| 1                     | Милош Обреновић                | Милош Обреновић         | 1780–1860  | 6. новембар 1817.   | 25. јун 1839.       |
| 2                     | Милан Обреновић (кнез)         | Милан Обреновић         | 1819–1839  | 13. јун 1839.       | 8. јул 1839.        |
| 3                     | Михаило Обреновић              | Михаило Обреновић       | 1823–1868  | 8. јул 1839.        | 14. септембар 1842. |
| 4                     | Александар Карађорђевић (кнез) | Александар Карађорђевић | 1806–1885  | 14. септембар 1842. | 23. децембар 1858.  |
| 5                     | Милош Обреновић                | Милош Обреновић         | 1780–1860  | 23. децембар 1858.  | 26. септембар 1860. |
| 6                     | Михаило Обреновић              | Михаило Обреновић       | 1823–1868  | 26. септембар 1860. | 10. јун 1868.       |
| 7                     | Милан Обреновић                | Милан Обреновић         | 1854–1901  | 10. јун 1868.       | 6. март 1882.       |